# Cruz Blanca, Chocamán
Cruz Blanca är en ort i Mexiko.   Den ligger i kommunen Chocamán och delstaten Veracruz, i den sydöstra delen av landet, 220 km öster om huvudstaden Mexico City. Cruz Blanca ligger 1 377 meter över havet och antalet invånare är 203.
Terrängen runt Cruz Blanca är lite bergig. Runt Cruz Blanca är det tätbefolkat, med 427 invånare per kvadratkilometer. Närmaste större samhälle är Córdoba, 18,9 km sydost om Cruz Blanca. I omgivningarna runt Cruz Blanca växer huvudsakligen savannskog.